# Dorcadion boucardi
Dorcadion boucardi là một loài bọ cánh cứng trong họ Cerambycidae.